# Jacob Wolfowitz
Jacob Wolfowitz (ur. 19 marca 1910 w Warszawie, zm. 16 lipca 1981 w Tampie) – amerykański statystyk żydowskiego pochodzenia, współautor testu serii Walda-Wolfowitza oraz nierówności Dvoretzkiego-Kiefera-Wolfowitza. Jego synem jest polityk Paul Wolfowitz.